# Zbigniew Morsztyn
Zbigniew Morsztyn (* ca. 1628 in Krakau; † 13. Dezember 1689 in Königsberg) war ein polnischer Schriftsteller der Barockzeit und Vertreter des polnischen Unitarismus.

## Leben und Werk
Morsztyn wurde 1628 in Krakau (poln. Kraków) geboren. Als junger Mann arbeitete er für das polnische Adelshaus Radziwiłł, dem er zeitlebens verbunden blieb. Zwischen 1648 und 1657 war er in der polnischen Armee und kämpfte auf der Seite Polens im Russisch-Polnischen Krieg und Russisch-Schwedischen Krieg gegen Russland und Schweden. Nach dem Krieg heiratete er 1659 Sophia Czaplicównę. Nach der durch die Gegenreformation initiierte Verfolgung der polnischen Unitarier (Polnische Brüder), deren Mitglied er bereits früh gewesen war, übersiedelte er 1662 ins Exil in das benachbarte Herzogtum Preußen. In Preußen wurde er einer der bedeutendsten Vertreter der der dortigen Unitarier. Seit 1669 wirkte er als Verwalter der Güter der Herzogin Louis Carolina Radziwill. Im Dezember 1689 starb Morsztyn im preußischen Königsberg und wurde 1690 in Alt Rudowken (polnisch Stara Rudówka) begraben.
Schriftstellerisch befasste Morsztyn sich in seinen jungen Jahren vor allem mit seinen Erfahrungen als Soldat. Später behandelte er vor allem religiöse Themen.